# Barbara Makhalisa
Barbara Makhalisa (sinh năm 1949), còn được biết đến với tên kết hôn là Barbara Nkala, là một nhà văn, biên tập viên và nhà xuất bản người Zimbabwe, một trong những nhà văn nữ sớm nhất được xuất bản ở Zimbabwe. Bà là tác giả của một số cuốn sách viết bằng tiếng Ndebele, cũng như bằng tiếng Anh, trong đó một số được sử dụng làm sách giáo khoa.

## Tiểu sử
Barbara Clara Makhalisa sinh ra ở Zimbabwe, và học tại Đại học Sư phạm Gweru, chuyên ngành tiếng Anh. Sự nghiệp viết lách của bà bắt đầu khi bà giành chiến thắng trong một cuộc thi quốc gia với cuốn sách đầu tiên của mình, Qilindini, một phim kinh dị trinh thám viết ở Ndebele, lúc đó bà chỉ là nhà văn nữ thứ hai ở Ndebele. Cuốn sách thứ hai của bà, tiểu thuyết Ndebele Umendo ("Hôn nhân là một canh bạc", 1977, Mambo Press, 1977), được coi là một tác phẩm kinh điển. bà ấy đã nói: "Tôi cảm thấy mọi người nên viết bằng tiếng mẹ đẻ của họ.... Toàn bộ nền văn hóa của chúng tôi được lưu trữ bằng ngôn ngữ và văn học là kho lưu trữ văn hóa." 
Bài viết bằng tiếng Anh của bà bao gồm The Underdog and Other Stories (Mambo Press, 1984) và Eva's Song: A Collection of Short Story (Harper Collins, 1996). Câu chuyện của bà "Những giá trị khác nhau" xuất hiện trong tuyển tập Con gái Châu Phi năm 1992 của Margaret Busby.
Cũng là một biên tập viên, trước đây làm việc cho nhà xuất bản Longman, hiện bà điều hành một công ty tên là Nhà xuất bản Radiant, và chủ yếu sản xuất công việc ở Ndebele  để đóng góp cho "sự phát triển của ngôn ngữ Ndebele ".
Năm 2015, bà nhận được bằng danh dự của Đại học Khoa học và công nghệ Quốc gia (NUST) tại Bulawayo.